# Apotolamprus milloti
Apotolamprus milloti är en skalbaggsart som beskrevs av Lebis 1953. Apotolamprus milloti ingår i släktet Apotolamprus och familjen bladhorningar. Inga underarter finns listade i Catalogue of Life.